# Равноспоровость
Равноспоровость (также изоспория, от изо- + спора) — одинаковый размер мужских и женских спор у растения. Встречается у части папоротников (не включая водные разновидности — сальвинии, марсилии, азоллы), хвощей, плаунов (кроме плаунка). Противоположностью является разноспоровость.
У отдельных хвощей встречается физиологическая разноспоровость: в зависимости от внешних условий из неотличимых с виду спор развиваются или мелкие мужские заростки с антеридиями или крупные женские заростки с архегониями.